# Cocito (futebolista)
Thiago Marcelo Silveira Cocito, mais conhecido como Cocito (Bebedouro, 24 de agosto de 1977), é um ex-futebolista brasileiro que atuava como volante.
É filho do ex-futebolista Moisés Cocito, que chegou a atuar com Pelé.

## Carreira

### Jogador
Cocito começou sua carreira no Botafogo-SP em 1997. Suas boas atuações atraíram o interesse do Atlético Paranaense, que o contratou em 1998.
Na Seletiva da Libertadores de 1999, marcou um belíssimo gol diante do Coritiba e, a partir daquele ano, passou a ser titular e uma das referências da equipe.
Em 2000, conquistou o Campeonato Paranaense, seu primeiro título como um titular efetivo da equipe.
Em 2001, foi um dos símbolos de raça e disposição em campo na campanha que deu o título de campeão brasileiro ao Atlético Paranaense. No mesmo ano, ficou marcado por um lance trivial de disputa de bola no qual Kaká, que na época jogava no São Paulo, acabou lesionado durante as quartas de final do Campeonato Brasileiro. O árbitro da partida não marcou falta.
Transferiu-se para o Corinthians por empréstimo em abril de 2003, como reforço para o lugar de Vampeta, que tinha se lesionado durante a disputa da Libertadores daquele ano. Estreou em 27 de abril, no empate com o Flamengo em 1 a 1, pelo Campeonato Brasileiro. Sofreu com lesões e ficou no Timão até o fim do Brasileirão, mas entrou apenas 14 vezes em campo, sem marcar nenhum gol.
Teve passagem pelo Grêmio em 2004, onde jogou 51 vezes, mas o time foi rebaixado.
Voltou novamente por Atlético Paranaense em 2005, onde jogou mais seis meses pelo clube e participou da campanha do vice-campeonato da Libertadores, antes de jogar na Europa. 
No Velho Continente, Cocito atuou por Tenerife entre 2005 e 2006, e Real Murcia em 2006, ambos da Espanha. [carece de fontes?]
Para a temporada de 2007, o jogador assinou com o Fortaleza, retornando para o futebol brasileiro. [carece de fontes?]
No ano seguinte, passou pelo Avaí. Estreou em março no “Amistoso da Paz”, contra a Seleção da Jamaica, vencido pelo time catarinense por 2 a 0, no estádio da Ressacada, em Florianópolis. Em maio, trocou empurrões e socos com o companheiro de equipe Wendell durante o treino. Fez parte do elenco na campanha do time na conquista do acesso à Série A no Campeonato Brasileiro da Série B de 2008. No final do ano, não teve o contrato renovado.
Em 2009, o atleta assinou com o Boavista-RJ para a disputa do Campeonato Carioca.
Em abril de 2009 transferiu-se para o Vila Nova para a disputa do Campeonato Brasileiro da Série B. Estreou em maio, no jogo-treino contra o Itauçu, que o Vila venceu por 1x0. Foi titular em onze partidas das quinze em que foi relacionado na Série B. Mas uma antiga lesão no joelho o fez frequentar com frequência o departamento médico do clube e Cocito foi dispensado em novembro. No mesmo ano, ele se aposentou e chegou a trabalhar como empresário no ramo de construção civil. 

### Fora dos campos
Comandou, ao lado do pai, a ascensão do Batatais Futebol Clube de volta para a Série A-2 do Campeonato Paulista em 2014.
Entre maio de 2017 e fevereiro de 2021 foi coordenador da base do Atlético Paranaense, onde revelou jogadores como Renan Lodi, Christian, Vitinho, entre outros.

## Títulos
Atlético Paranaense
- Campeonato Paranaense: 2000, 2001 e 2002[carece de fontes?]
- Campeonato Brasileiro: 2001[26]

Fortaleza
- Campeonato Cearense: 2007[carece de fontes?]